# Lincoln County (North Carolina)
Lincoln County ist ein County im Bundesstaat North Carolina der Vereinigten Staaten. Der Verwaltungssitz (County Seat) ist Lincolnton.

## Geographie
Das County liegt im mittleren Westen von North Carolina, ist im Süden etwa 30 km von South Carolina entfernt und hat eine Fläche von 795 Quadratkilometern, wovon 21 Quadratkilometer Wasserfläche sind. Es grenzt im Uhrzeigersinn an folgende Countys: Catawba County, Iredell County, Mecklenburg County, Gaston County, Cleveland County und Burke County.
Lincoln County ist in Townships aufgeteilt: Catawba Springs, Howards Creek, Ironton, Lincolnton und North Brook.

## Geschichte
Lincoln County wurde 1778 aus dem nicht mehr existierenden Tryon County gebildet. Benannt wurde es, ebenso wie die Bezirkshauptstadt Lincolnton, nach Benjamin Lincoln, einem General im Amerikanischen Unabhängigkeitskrieg.
31 Bauwerke und Stätten des Countys sind insgesamt im National Register of Historic Places eingetragen (Stand 3. März 2018).

## Demografische Daten
Nach der Volkszählung im Jahr 2000 lebten im Lincoln County (North Carolina) 63.780 Menschen in 24.041 Haushalten und 18.174 Familien. Die Bevölkerungsdichte betrug 82 Einwohner pro Quadratkilometer. Ethnisch betrachtet setzte sich die Bevölkerung zusammen aus 90,24 Prozent Weißen, 6,44 Prozent Afroamerikanern, 0,27 Prozent amerikanischen Ureinwohnern, 0,31 Prozent Asiaten, 0,01 Prozent Bewohnern aus dem pazifischen Inselraum und 1,73 Prozent aus anderen ethnischen Gruppen; 1,0 Prozent stammen von mehreren Ethnien ab, 5,73 Prozent der Bevölkerung waren spanischer oder lateinamerikanischer Abstammung.
Von den 24.041 Haushalten hatten 34,1 Prozent Kinder unter 18 Jahren, die bei ihnen lebten. 61,2 Prozent davon waren verheiratete, zusammenlebende Paare, 10,0 Prozent waren allein erziehende Mütter und 24,4 Prozent waren keine klassischen Familien. 20,1 Prozent waren Singlehaushalte und in 7,8 Prozent lebten Menschen über 65 Jahren. Die Durchschnittshaushaltsgröße betrug 2,62, die durchschnittliche Familiengröße 3,00 Personen.
24,9 Prozent der Bevölkerung waren unter 18 Jahre alt. 7,7 Prozent waren 18 bis 24 Jahre, 31,7 Prozent 25 bis 44 Jahre, 24,2 Prozent 45 bis 64, und 11,5 Prozent 65 Jahre alt oder älter. Das Durchschnittsalter betrug 36 Jahre. Auf 100 weibliche Personen kamen 98,9 männliche Personen. Auf 100 Frauen im Alter von 18 Jahren oder darüber kamen 96,6 Männer.
Das jährliche Durchschnittseinkommen eines Haushalts betrug 41.421 $ und das jährliche Durchschnittseinkommen einer Familie betrug 47.752 $. Männer hatten ein durchschnittliches Einkommen von 32.394 $ gegenüber Frauen mit 22.362 $. Das Pro-Kopf-Einkommen betrug 18.877 $. 9,2 Prozent der Bevölkerung und 6,9 Prozent der Familien lebten unterhalb der Armutsgrenze. 10,9 Prozent von ihnen waren Kinder und Jugendliche unter 18 Jahre und 14,1 Prozent waren 65 Jahre oder älter.